# 수상 직선제
수상 직선제(首相直選制) 또는 총리 직선제(總理直選制)는 수상(총리)을 선거권이 있는 국민들의 직접 선거로 뽑는 제도를 말한다.

## 개요
수상(총리)직이 있는 국가에서 수상은 국가 원수가 임명하거나 의회에 의해 선출되는 경우가 일반적이다. 그러나 그 제도의 특성상 일반 국민들이 희망하는 인물이 행정부를 통솔하는 사람으로 선출되지 않아 괴리가 생길 가능성이 존재한다. 이를 방지하기 위해 수상을 국민들의 직접 선거로 뽑는 것이 수상 직선제이다.
이 제도는 이스라엘에서만 유일하게 실시되었으나 정국 불안정을 초래하여 현재 이 제도를 폐지하였다(이스라엘 단락 참고). 그 외 국가에서는 도입된 사례가 없으나 논의가 이뤄지고 있는데, 일본의 경우 국민들 사이에 도입 여론이 높은 것으로 나타나고 있다(일본 단락 참고).
수상 직선제는 이론상 수상에게 실질적으로 대통령제 국가의 대통령과 거의 같은 권한을 주는 방식부터 의원 내각제에 약간의 수정을 가한 방식까지 다양한 방식을 포괄할 수 있다. 대통령제에 가까운 수상 직선제를 도입할 경우 내각제가 아니라 사실상 대통령제를 도입한 것으로 볼 수 있고, 수상은 대통령제 국가의 대통령과 성격이 유사해진다. 이 경우 직선 수상이 대통령제 국가의 대통령과 다른 점은 상징적인 국가 원수 역할을 수행하지 않는다는 점 뿐이다. 직선 수상 위에 별도로 상징적인 기능을 수행하는 군주나 대통령이 존재하기 때문이다.

## 현재 사례
현재는 수상 직선제가 시행되는 나라가 존재하지 않는다.

## 과거 사례

### 이스라엘
공화국인 이스라엘에서는 일시적으로 수상 직선제를 도입했다가 폐지하였다. 1992년 크네셋(이스라엘 의회)에서 수상 직선제를 통과시켰고, 수상 직접선거가 3회(1996, 1999, 2001년) 실시되었다. 하지만 대통령제 국가에서와 같이, 수상의 정당과 다수당이 불일치하는 경우가 자주 나타났다(분점정부). 또, 수상 직선제가 도입됐어도 도입 이전과 마찬가지로 내각제의 특징인 의회가 내각을 불신임할 권한을 그대로 유지하고 있었다. 이런 제도적 특성들 때문에 정국 혼란이 가중되었고, 결국 현재는 이 제도가 폐지된 상태이다.
수상 직선제가 시행되기 전과 폐지된 후의 이스라엘은 의원 내각제로 분류된다. 수상 직선제 도입 전에는 이스라엘이 수상 직선제 도입 이후 사실상 대통령제와 마찬가지가 될 것이라는 예상이 있었으나, 실제로는 의원 내각제도, 대통령제도, 반대통령제(이원집정부제)도 아닌 특수한 정치 체제였다고 평가된다.

## 수상 직선제 도입 논의
아래는 수상 직선제를 도입한 적이 없으나 도입 논의가 이뤄지는 나라들을 정리한 것이다.

### 네덜란드 왕국
입헌 군주국으로서 내각제를 실시하고 있는 네덜란드 왕국에서는 네덜란드 의회의 소수 의석을 확보하고 있는 민주66(D66)이 수상 직선제를 주장하고 있다.

### 영국
입헌 군주국으로서 의원 내각제를 실시하고 있는 영국에서는 수상 직선제에 관한 논의가 본격적으로 다루어지진 않았으나 간헐적으로 있어 왔다. 영국 의회 하원에 설치된 정치·헌정 개혁 위원회(Political and Constitutional Reform Committee)에서는 2011년 전문가들과 정치인들에게 영국 총리의 역할과 권한의 개선 사항에 대해 서면으로 의견을 받아 Role and powers of the Prime Minister: Written Evidence를 발간했다. 이 문서에서는 수상 직선제 도입 여부에 대한 의견 개진(찬·반 의견 모두)도 포함돼 있다.

### 이탈리아
의원내각제 공화국을 채택하는 이탈리아에서는 1996~1997년에 총리 직선제를 공식 검토했었다. 이탈리아 의회에서는 당시 70명으로 구성된 비카메랄레(bicamerale)를 설치, 총리 직선제를 포함한 이탈리아 정치 구조 변경을 논의하였다. 그러나 각 정당의 합의점을 도출하지 못해 도입하지 못했다.

### 일본
내각제를 실시하는 입헌 군주국인 일본은 수상 직선제가 지속적으로 논의되고 있는 나라이다. 참고로 일본에서는 흔히 수상 직선제를 수상 공선제(首相公選制 슈쇼 고센세이[*])라고 부르고, 이를 도입하는 문제에 대한 논의를 수상 공선론(首相公選論 슈쇼 고센론[*])이라고 부른다.
내각총리대신을 대통령제 국가의 대통령과 같은 방식으로 선출하여 비슷한 권한을 부여하기 위해 수상 직선제가 논의되고 있다.

#### 수상 직선제 논의 전개
제2차 세계대전 후 최초로 일본에서 수상 직선제를 주장한 이는 법학자인 노무라 준지(野村淳治)이다. 1945년 12월 당시 도쿄대학 명예교수였던 그는 시데하라 내각의 헌법문제조사위원회에 〈헌법 개정에 관한 의견서(憲法改正に關する意見書)〉를 제출하여 수상 직선제를 처음 주장했다고 알려져 있다.
1961년에는, 훗날 일본 내각총리대신이 되는 나카소네 야스히로가 수상 직선제를 주장하였다.
2000년 모리 요시로 내각이 자유민주당 내의 이른바 '5인조(五人組)'의 담합에 의해 출범하자 비판론이 비등하면서 수상 직선제 논의가 다시 활기를 띄게 되었다.
고이즈미 준이치로는 수상 재임 중이던 2001년 6월 26일에 자신의 사적 자문기관으로서 ‘수상 공선제를 생각하는 간담회(首相公選制を考える懇談会)’를 발족했다. 이 기관은 수상 직선제 등 내각총리대신과 국민과의 관계를 검토, 구체적 방안을 제시하기 위한 조직이었다. 이 기관에서는 12회에 걸친 회의를 거쳐 2002년 8월 7일에 자체 보고서를 작성하여 고이즈미에게 제출하였다. 이 보고서에서 제시한 수상 직선제 도입 방안들은 다음과 같다.
- 제1안. 국민이 수상 지명 선거를 직접 실시: 수상과 부수상 후보가 러닝 메이트가 돼서 출마, 국민이 직접 선출한다. 수상·부수상의 임기는 4년(3선 금지)으로 중의원 선거와 동시에 실시한다.
- 제2안. 의원 내각제를 전제로 한 수상 통치 체제: 헌법에 정당 조항을 도입하여 중의원 선거에서 각 정당이 수상 후보를 명시하여 선거를 행하는 것으로써 중의원 선거를 사실상 수상 지명 선거로서 기능하게 한다.
- 제3안. 정당(야당 제1당과 여당 제1당) 안에서의 당수 선거 과정을 국민 일반에게 개방: 현행 일본 헌법을 개정하지 않고, 각당이 당칙(黨則: 당의 규칙. 대한민국 정당들의 당헌과 당규에 해당)을 개정하는 것만으로도 도입 가능.

2014년에 실시된 제47회 일본 중의원 의원 총선거에서는 유신당과 차세대당이 수상 직선제를 공약으로 제시했다.

#### 수상 직선제 찬반의 논거
찬성론자들의 논거
- 일본에서 파벌, 정치 투쟁, 정국 불안정 등의 문제가 발생하는 것은 영국식 의원 내각제가 일본에 부적합한 데에서 기인한다.
- (총리의 임기가 보장되는 제도를 취할 경우) 정권이 안정되어 안정적으로 국정을 운영할 수 있게 된다.
- 민의에 부합하여 주권재민의 원리를 강화시키게 된다.
- 국민의 정치 의식·책임감을 향상시키게 된다.
- 의회 소수당도 총리 후보를 옹립할 수 있게 된다.
- 국회의원 뿐만 아니라 민간인 등에서도 폭넓게 인재를 발굴할 수 있게 된다(다만 입후보 자격 요건에 대해서는 여러 논의가 있다).
- 국민이 선출전을 통해 지도자로서의 자질을 보는 기회를 얻을 수 있게 된다.

또, 찬성론자들은 반대론자들이 제기한 총리를 직선으로 뽑으면 천황의 지위와 충돌한다는 지적에 대해 다음과 같은 반론을 제기한다.
- 천황은 역사와 문화를 배경으로 하는 정신적 통합의 상징이고, 직선으로 뽑히는 총리는 행정권의 집행을 위임 받은 통합자가 되기 때문에 양자는 차원이 다르다.

반대론자들의 논거
- 수상을 직선으로 뽑으면 강한 정통성이 부여돼 일본과 일본 국민통합의 상징인 천황의 지위와 충돌한다(찬성론자들의 논거도 참고할 것).
- 입법부와 행정부의 관계가 소원해지게 돼 양자의 불일치할 경우 국정 운영에 정체(停滯)가 생긴다.
- 파벌, 정쟁, 정국 불안정 등의 요인이 의원 내각제에 의한 것이라고 보는 것은 논점이 빗나간 것이다. 이런 문제의 원인으로 생각될 수 있는 문제는 의원 내각제의 문제가 아니라 정당 또는 관료 기구에 있다는 지적도 있음(중선거구제[각주 2], 정당의 이권 공동체로서의 체질, 파벌 다툼, 내각과 여당의 이원 구조, 정당 운영상의 평등주의, 정권 교체의 결여, 관료 기구의 분담 관리 원칙, 조화를 예정한 정책 형성 등).
- (미국식 대통령제와 비슷한 형태를 취하고자 하는 경우) 미국의 정치적 전통과 여러 조건이 크게 다르다(영국식 의원 내각제가 일본에 부적합하다는 주장에 대해 영국 이상으로 미국과 일본이 정치적·사회적·경제적으로 다르다고 반박함).
- 포퓰리즘(대중 영합주의)에 빠져 선동적 정치가의 출현을 초래할 우려가 있다.

그 밖에 의회가 수상에 대한 견제가 제대로 이뤄지지 않게 돼 수상의 강권(强權) 정치에 빠질 우려가 있다는 지적도 있다.

#### 국민 여론
〈아사히 신문〉 2011년 12월 26일자 기사에 따르면, 일반 국민 3000명을 대상으로 여론 조사를 해본 결과 70%가 수상 직선에 찬성하고, 오로지 23%만이 현행대로 국회의원의 투표로 총리를 뽑는 게 좋다고 생각한다는 결과가 나왔다.

### 타이
2014년 12월 8일 타이(태국) 국립개발연구소(NIDA)가 발표한 여론조사 결과에 따르면 응답자의 66.8%가 총리 직선제를 지지했다. 이어 12월 9일 군부 주도로 구성된 국가개혁위원회(NRC)는 선거와 관련한 부정부패를 막기 위해 총리와 각료를 직선제로 뽑을 것을 제안, 정치권과 전문가들 사이에 논란이 일어났다.

## 같이 보기
- 수상
- 총리
- 이스라엘의 총리
- 일본의 내각총리대신
- 직접 선거
- 헌법 개정
- 대통령제
- 의원 내각제
- 이원집정부제

## 참고

### 인용
1. ↑  경기신문 (2002년 11월 29일). “샤론, 리쿠드당 당수 재선”. 경기신문. 2013년 11월 10일에 확인함.
2. ↑  

아렌드 라이파아트(Arend Lijphart). 〈서론(“Introduction”)〉. 《광란의 대통령제 대안은 없는가?(Parliamentary Versus Presidential Government)》. 아렌드 라이파아트(Arend Lijphart) 편저, 조해경 역. 서울: 도서출판 힉스. 29-30쪽. ISBN 978-89-967106-1-5.
3. ↑  Paul Webb (2011). “Written evidence submitted by Paul Webb, Professor of Politics, University of Sussex”. Role and powers of the Prime Minister: Written Evidence (PDF) (영어). House of the Commons of the United Kingdom. 5쪽.
4. ↑  
J. P. A. 구르이터스(J. P. A Gruijters). 〈직선 수상제도 : 네덜란드(“Parliamentary Versus Presidential Government”)〉. 《광란의 대통령제 대안은 없는가?(Parliamentary Versus Presidential Government)》. 아렌드 라이파아트(Arend Lijphart) 편저, 조해경 역. 서울: 도서출판 힉스. 238쪽. ISBN 978-89-967106-1-5.. 참고로 이 글의 저자 그뤼에이터르스(구르이터스)는 민주66의 공동 창립자이다. 또한 이 번역서에서는 민주66을 ‘민주당’으로 표기하였다.
5. ↑  “A missed chance” (영어). The Economist. 1997년 7월 3일. 2014년 1월 4일에 확인함.
6. ↑  오영환 (2002년 2월 23일). “일본 '총리 직선제' 다시 불거져”. 중앙일보. 2013년 12월 3일에 원본 문서에서 보존된 문서. 2013년 11월 24일에 확인함.
7. ↑  大石眞 등 (2002). 《首相公選を考える―その可能性と問題点》. 中公新書.
8. ↑  “衆院選 憲法を巡る各党の主張”. NHK. 2014년 12월 11일. 2014년 12월 15일에 원본 문서에서 보존된 문서. 2014년 12월 15일에 확인함.
9. ↑  김현기 (2011년 12월 26일). “일본 국민 70% “총리 직선해야””. 중앙일보. 2014년 12월 9일에 원본 문서에서 보존된 문서. 2013년 11월 24일에 확인함.
10. ↑  박윤 (2014년 12월 8일). “泰 국민대다수, 새로운 총리 선출 방식으로 직선제 원해”. 뉴시스. 2014년 12월 9일에 원본 문서에서 보존된 문서. 2014년 12월 10일에 확인함.
11. ↑  현경숙 (2014년 12월 10일). “<태국서 개혁 논의 속 총리·각료 직선제 논란>”. 연합뉴스. 2014년 12월 15일에 확인함.

### 자료
- 小林直樹 (1981). 《憲法講義（下）（新版）》 (일본어). 東京大学出版会.
- 今成勝彦 (2001). 《首相公選は日本を変えるか : アメリカ議会のダイナミズムに学ぶ》 (일본어). いしずえ. ISBN 4900747319.
- 大石眞; 久保文明, 佐々木毅,  山口二郎 (2002). 《首相公選を考える : その可能性と問題点》 (일본어). 中央公論新社. ISBN 4121016742.